# Thury (Côte-d'Or)
Thury é uma comuna francesa na região administrativa da Borgonha-Franco-Condado, no departamento de Côte-d'Or. Estende-se por uma área de 13,48 km². Em 2010 a comuna tinha 273 habitantes (densidade: 20,3 hab./km²).